# 長楽落合橋

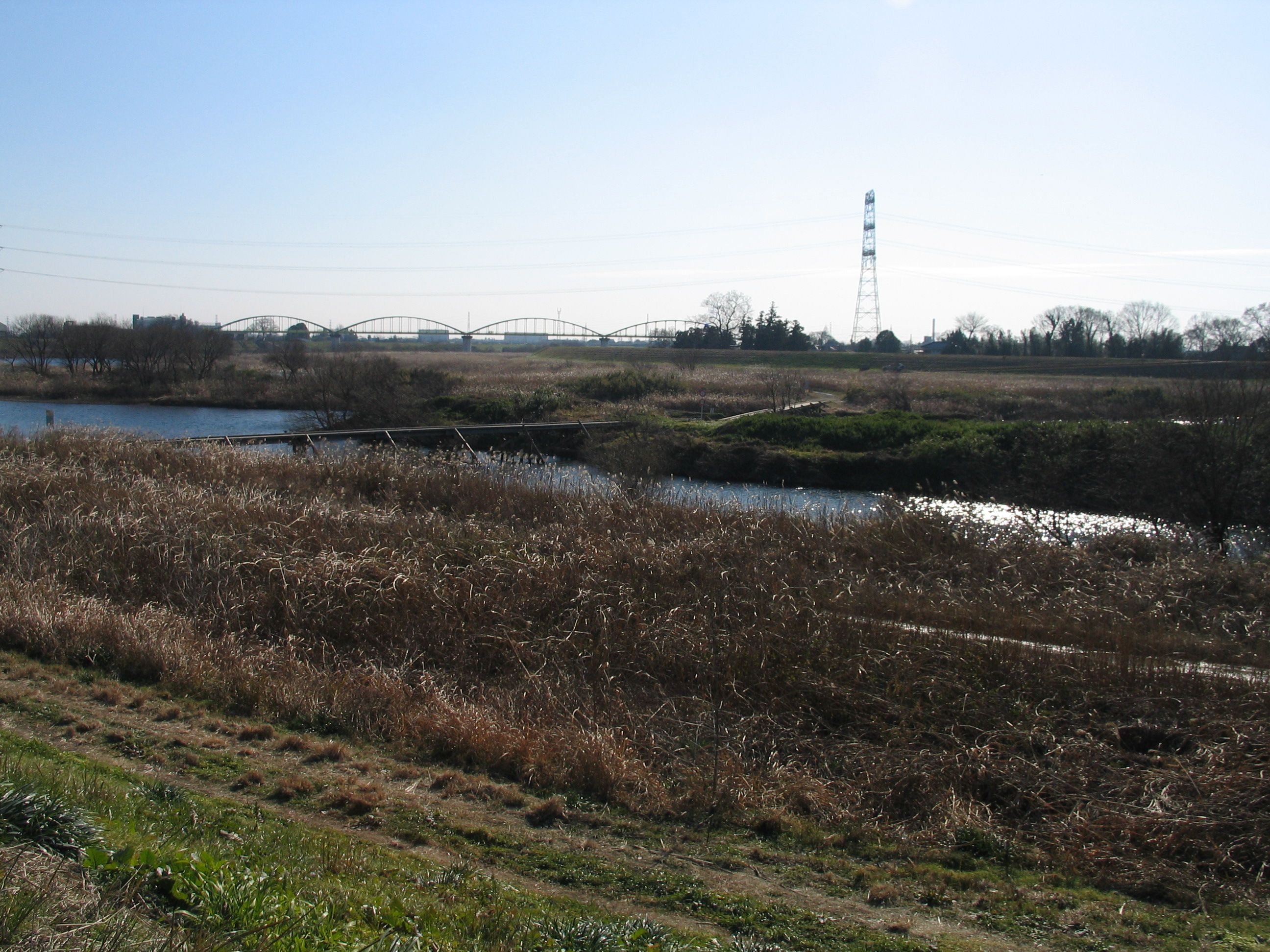
長楽落合橋（左手）と赤尾落合橋
（2003年12月）

長楽落合橋（ながらくおちあいばし）は埼玉県比企郡川島町長楽と、同県東松山市早俣の間を流れる都幾川に架かっていた、川島町道1559号線の冠水橋（潜水橋）である。道路地図によっては単に「落合橋」と記載されたこともあった。本項では隣接する赤尾落合橋（あかおおちあいばし）についても触れる。

## 概要
都幾川と越辺川が合流する直前に位置する、川島町に架かる唯一の木橋の冠水橋であった。坂戸・川島両地区の生活道路となっており、橋長51メートル、幅員2メートルの主桁も含めた完全な木桁橋の冠水橋（潜水橋）であった。
橋脚は7基あり8径間の橋であった。橋面は木製で橋板が横方向（進行方向に直角）に並べられ、上流側に独立した木組みの流木避けが設けられていた。地覆は木製で欄干はない。
木橋だが車の通行は可能。ただし1.5トンの重量制限が課せられていた。なお車幅制限は1.5メートルであった。橋の管理者は川島町であった。
本橋を右岸側に渡った30メートル南側に隣接して坂戸市と東松山市の境を流れる越辺川に架かる木造冠水橋の赤尾落合橋が架けられていた。外見や規模は長楽落合橋と酷似するが、長楽落合橋のような完全な木橋ではなく、主桁にH型鋼が併用されていた。重量制限や車幅制限は長楽落合橋と同様であった。
橋の近くには、他にも1980年（昭和55年）に架けられた埼玉県道212号線の早俣橋もあり、それまでは本橋と同様に冠水橋であった。

## 歴史

### 落合の渡し
かつては二瀬もしくは落合と称される都幾川と越辺川の合流点の辺りに「落合の渡し」という渡船場が存在した。いつから存在していたか定かではないが、福島東雄編纂の『武蔵志』の比企郡の項に長楽の渡船の存在が記述されていることから、遅くとも江戸期の1802年（享和2年）頃までには設けられていたと云う。『武蔵国郡村誌』によると、川越道に属し渡船1艘を有する私渡と記られている。渡船場は川の合流点ではなく、少し上流に遡った都幾川と越辺川にそれぞれ置かれていた。また、『武蔵国郡村誌』によると「長楽河岸」と称される河岸が併設され、「河岸の家」と称される家も存在したと云われるが、詳細はよく分かっていない。
渡し場の痕跡は明確でなく、どこにあったかはよく分からない。堤防の裾には「早俣渡 落合渡」と記された丸太の道標が設置されている。

### 架橋
武蔵国郡村誌の長楽村の項に、都幾川に架かり村道に属する落合橋について触れられており、江戸時代（幕末）には既に板橋が架けられていたと考えられる。この時の橋の長さは八間（約14.54メートル）幅は六尺（約1.8メートル）の木橋で、架橋地点は廃止時の場所ではなく、数十メートル上流側の場所に架けられていた。
後にこの橋は個人運営の賃取橋となった。橋の袂に床屋（理容所）があり、そこで橋銭（通行料）を徴収するほか、橋板のずれを直したり橋の補修といった日常的な管理を行なっていた。橋をよく利用する集落は、年に一度一定量の籾などを納める習慣があった。
当初は橋の右岸側には正代村（現東松山市大字正代）方面に西向きに折れる道もあり、神社や寺の祭事の際は利用が多く、賑わったという。河川の増水時は長楽集落からの人足が手配され、橋が流されないように橋板（床板）外しが行なわれていた。橋板には外しやすい様に両端に丸い金具が付けられたものもあった。なお、当時の橋板は水に強いとされる杉の赤板で、長さ一間（約1.8メートル）、幅は七寸（約20センチメートル）、厚さ一寸五分（約4.5センチメートル）であった。
所謂明治の大合併により1889年（明治22年）4月1日に長楽村が合併し、橋の所在地が中山村となった。
1944年（昭和19年）に河川改修工事が実施され、堤防が改修されると橋は河川区域内（堤外地）となった。床屋は長楽側の堤内地に移転されることとなり、橋の日常的は管理は困難になった。
1947年（昭和22年）に大水により橋が流失した。その後5、6年程の間は橋がない時期があった。
その間に橋は個人から公に移管され、公設（村）の橋となった。
所謂昭和の大合併により1954年（昭和29年）11月3日に中山村が合併し、橋の所在地が川島村（現川島町）となった。
2004年（平成16年）現在において、両端に丸い金具が付けられた当時の橋板の一部が床屋に保管されているという。
昭和30年代に数十メートル下流側に廃止前と同様の形式の木造冠水橋に架け替えられた。
この橋は2001年（平成13年）9月の台風15号の水害で損壊し、修復作業が完了するまでは通行止めの措置が取られた。
晩年の橋は木杭の橋脚の腐食により、鉄板やコンクリートを巻いて補強していた。

### 廃止
2011年（平成23年）7月20日の台風第6号の水害により、橋は橋脚を残し流失した。
橋脚の木杭が既に腐食により再利用が困難なため、橋を撤去する方向で検討に入り、2011年（平成23年）12月に行なわれた川島町の定例会にて、「長楽落合橋」の存続を断念することを議決した。木橋では河川区域を占用出来ないと、荒川上流河川事務所からの指導も議決に影響したものとみられる。
橋の残骸である残った橋脚は、その後撤去されたことにより川から橋は姿を消し、渡船時代から数えて江戸期からの歴史に終止符が打たれた。橋本体に関しては現地に遺構や痕跡は残されていないが、橋があった名残として橋への取付道路が河川敷に降りる道として残されている。
なお、残された赤尾落合橋もその後翌年までに通行禁止の措置が取られた。

## 周辺
河川の合流地点であるこの辺りの都幾川や越辺川ではヤマベ（オイカワ）のほか、コイ、フナ、ハヤなどが釣れる。
橋から中山用水取水堰まで約700メートルの流路は、消波ブロックで護岸された県民釣り場でもあった。
橋があった河川区域の周囲にはビオトープが複数整備されている。また、地図記号より畑としての利用も見られる。河川区域を挟んだ北側には長楽の集落、南側には赤尾の集落がある。橋の付近では町の水防訓練が定期的に実施されている。
- 小剣樋管[17]（河川施設）
- 中山用水取水堰（河川施設）
- 小剣神社
- 白山神社
- 成就院
- 赤尾弾正組集会所
- 坂戸市消防団勝呂分団第二部
- 赤尾運動公園 - ビオトープの造成により下流に移転。
- 正代運動公園 - 2019年の台風19号の水害を受けて周囲の農地と共に（仮称）都幾川遊水地を整備[18]することとなり廃止。

## 風景

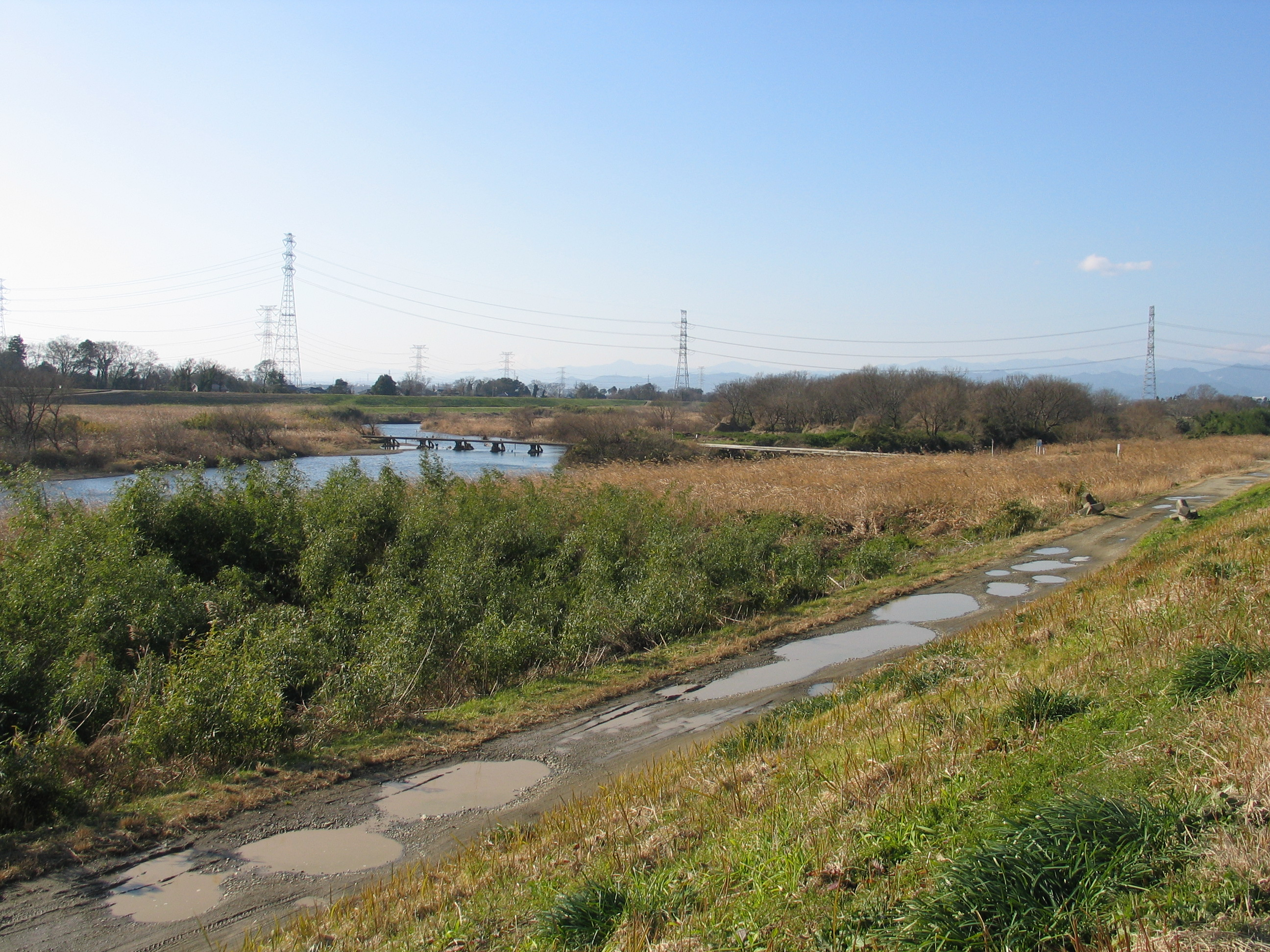
都幾川に架かる長楽落合橋（右手）と越辺川に架かる赤尾落合橋（左手）左岸下流側より望む
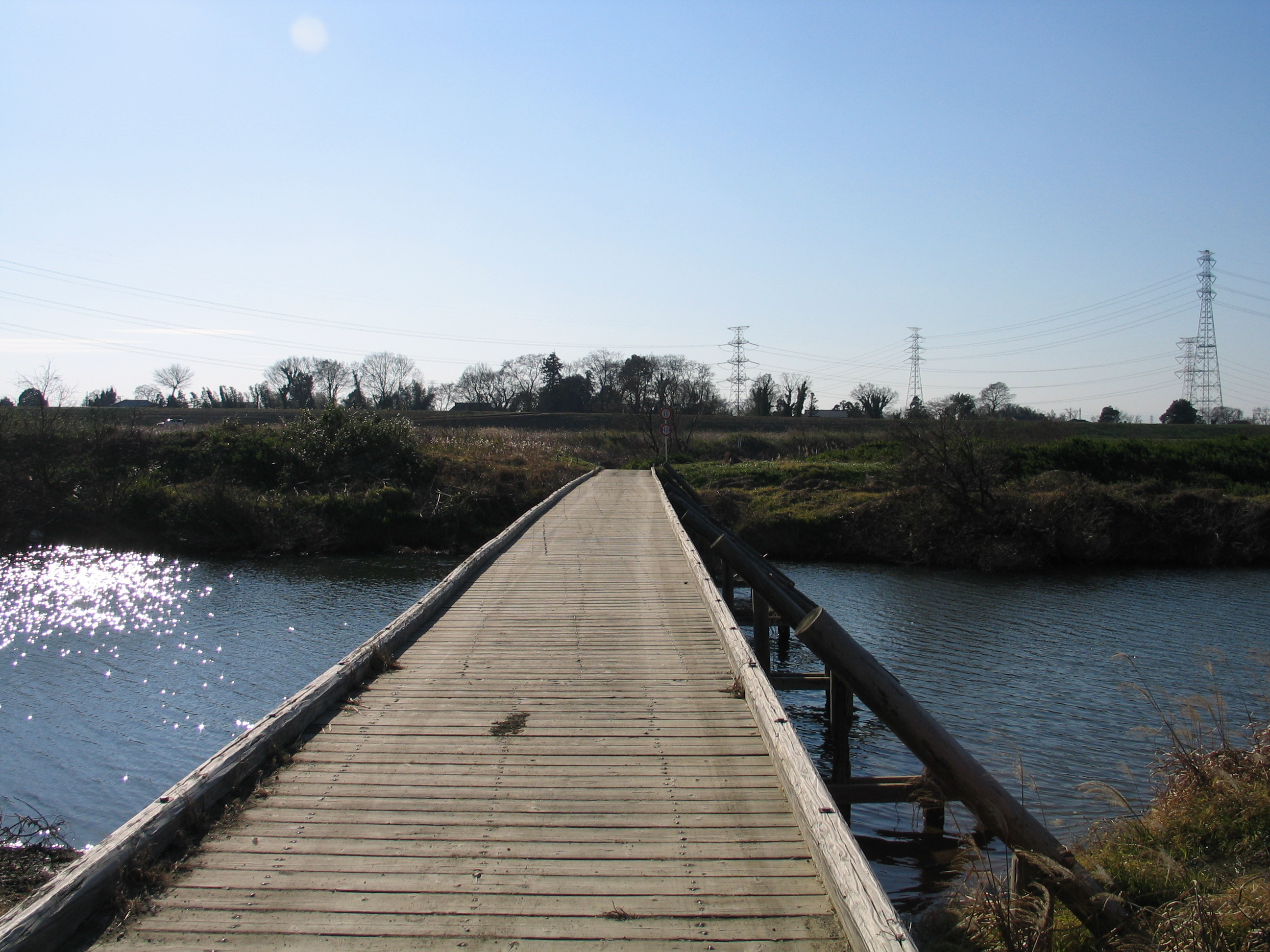
左岸側橋詰より東松山・坂戸市方面望む

## 隣の橋
- 都幾川

（上流） - 高野橋 - 早俣橋 - 長楽落合橋 - 越辺川に合流 - （下流）
- 越辺川

（上流） - 高坂橋 - 島田橋 - 赤尾落合橋 - 越辺川水管橋 - 天神橋 - （下流）